# آرنه ناس
آرنه ناس (بالنرويجية: Arne Næss jr.)‏ (و. 1937 – 2004 م) هو متسلق جبال من النرويج. توفي عن عمر يناهز 67 عاماً.